# Клермонтский кодекс

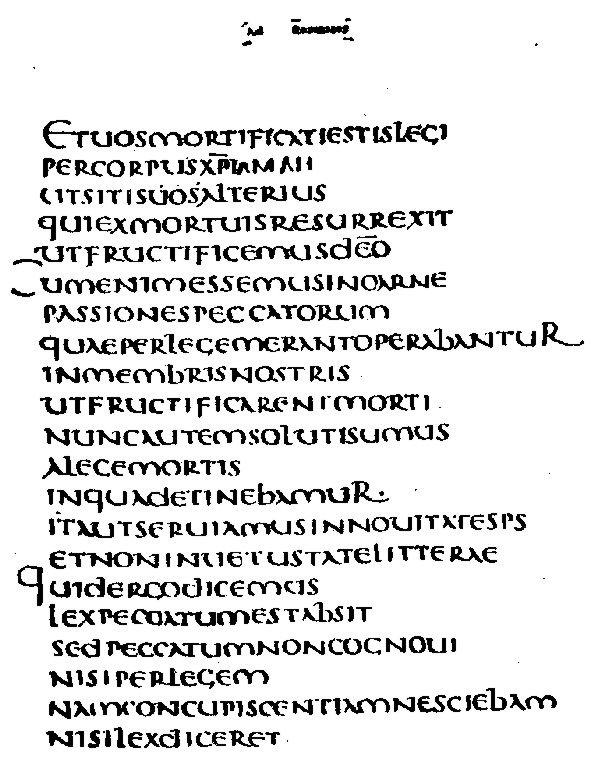
Клермонтский кодекс

Клермонтский кодекс (лат. Codex Claromontanus, условное обозначение Dp или 06) — одна из древнейших рукописей Нового Завета на греческом и латинском языках, датируемая началом VI века. Кодекс состоит из 533 листов. 

## Особенности рукописи
Клермонтский кодекс написан на пергаменте; размер листа — 24,5 на 19,5 см. Текст на листе расположен в одну колонку. Левую страницу каждого разворота занимает греческий текст; правую — латинский перевод. Греческий текст стихометрически разбит на строки разной длины. 
Рукопись представляет, как и кодекс Безы, западный тип текста. Рукопись отнесена к III категории по классификации Аланда. 

## Состав
Клермонтский кодекс содержит Послания Павла; некоторые части текста потеряны. В конце добавлен Клермонтский Каталог (Catalogus Claromontanus) — Список канонических книг Нового Завета (в этом числе несколько апокрифических: Пастырь Ермы, Деяния Павла, Откровение от Петра, Послание Варнавы и другие).

## История
Палеографически кодекс, по единодушному мнению исследователей, датируется началом VI века. 
Над рукописью работало по меньшей мере девять корректоров. 
Исследователи полагают, что в IX—X веках над кодексом работало несколько корректоров и переписчиков. 
В 1556 году рукопись оказалась в руках Теодора Безы, но он потерял его в Париже (по причине кражи). 
В 1852 г. Тишендорф издал текст этого документа. 
Сегодня рукопись хранится в Париже, в Национальной библиотеке Франции (Grec 107).